# Rari Nantes Bologna 2015-2016

## Rosa
| N° |                      | Ruolo | Giocatore                |
| -- | -------------------- | ----- | ------------------------ |
|    | Italia (bandiera)    | P     | Fabiana Sparano          |
|    | Italia (bandiera)    | P     | Elisa Fiorini            |
|    | Italia (bandiera)    | D     | Valeria Lenzi            |
|    | Australia (bandiera) | D     | Jessica Louise Zimmerman |
|    | Italia (bandiera)    | D     | Margherita Pasquali      |
|    | Italia (bandiera)    | D     | Monica Barboni           |
|    | Italia (bandiera)    | D     | Valentina Antinozzi      |
|    | Italia (bandiera)    | CV    | Giusi Rendo              |
|    | Italia (bandiera)    | CV    | Ginevra Manzoni          |

| N° |                   | Ruolo | Giocatore          |
| -- | ----------------- | ----- | ------------------ |
|    | Italia (bandiera) | CV    | Marika Ceroni      |
|    | Italia (bandiera) | CV    | Anastasia Forte    |
|    | Italia (bandiera) | A     | Martina Budassi    |
|    | Italia (bandiera) | A     | Margherita D'Amico |
|    | Italia (bandiera) | A     | Alice Udoh         |
|    | Italia (bandiera) | A     | Martina Verducci   |
|    | Italia (bandiera) | CB    | Arianna Mina       |
|    | Italia (bandiera) | CB    | Elisa Mazzini      |
|    | Italia (bandiera) | CB    | Giulia Bonoli      |

### Staff
- Allenatore:  Giacomo Grassi
- Allenatore in seconda:  Massimo Ponchi

## Mercato
| Acquisti | Acquisti          | Acquisti          | Acquisti |
| R.       | Nome              | da                |          |
| -------- | ----------------- | ----------------- | -------- |
| P        | Fabiana Sparano   | Messina           |          |
| D        | Jessica Zimmerman | Freemantle Marins |          |
| CB       | Arianna Mina      | Firenze Waterpolo |          |

| Cessioni | Cessioni | Cessioni | Cessioni |
| R.       | Nome     | a        |          |
| -------- | -------- | -------- | -------- |

## Risultati

### Serie A1

#### Girone di andata
| Arbitri: | Francesco Romolini Domenico Rotondano |

|                                                    |           |                                                             |
| Zimmerman: 3 Verducci, Budassi: 2 Manzoni, Mina: 1 | Marcatori | 1: Amoretti, Borriello, Pustynnikova, Tedesco, Mori, Drocco |

| Arbitri: | Attilio Paoletti Massimiliano Ruscica |

|                                          |           |                                               |
| Centanni: 2 Monaco, Foresta, Acampora: 1 | Marcatori | 3: Zimmerman 1: Verducci, Udoh, Budassi, Mina |

| Arbitri: | Giovanni Lo Dico Mauro Luciani |

|                                                     |           |                |
| Aiello: 7 Gitto, Morvillo, Garibotti: 2 Radicchi: 1 | Marcatori | 1: Rendo, Mina |

| Arbitri: | Stefano Alfi Alessandro Marongiu |

|                        |           |                                                     |
| Verducci: 3 Budassi: 1 | Marcatori | 3: Casanova, Tankeeva 2: Avegno. Criscuolo 1: Arbus |

| Arbitri: | Giovanni Del Bosco Alessio Magnesia |

|                                                          |           |                                                  |
| Greenwood: 6 Palmieri: 5 Marletta: 2 Di Mario, Aiello: 1 | Marcatori | 5: Zimmerman 1: Verducci, Barboni, Udoh, Budassi |

| Arbitri: | Luca Castagnola Antonio Guarracino |

|                              |           |                                                                         |
| Barboni: 2 Verducci, Udoh: 1 | Marcatori | 3: Barzon 2: I. Savioli 1: Gottardo, M. Savioli, Queirolo, Millo, Dario |

| Arbitri: | Stefano Alfi Massimo Calabrò |

|                                                                  |           |                                              |
| Koide, Pomeri, D'Amico: 2 Citino, Garritano, Nicolai, De Cuia: 1 | Marcatori | 2: Zimmerman, Udoh, Budassi 1: Manzoni, Mina |

| Arbitri: | Paolo Bensaia Domenico Rotondano |

|                                 |           |                                                    |
| Verducci, Manzoni: 2 Barboni: 1 | Marcatori | 3: Frassinetti 2: Dufour, Maggi 1: Millo, Rambaldi |

| Arbitri: | Gianfranco Bonavita Giovanni Del Bosco |

|                                                         |           |                                                       |
| Tabani, Bartolini: 3 Giachi, Lapi, Canetti, Francini: 1 | Marcatori | 2: Budassi 1: Lenzi, Verducci, D'Amico, Manzoni, Udoh |

#### Girone di ritorno
| Arbitri: | Giuseppe Fusco Cristina Taccini |

|                                                               |           |                                                       |
| Amoretti, Pustynnikova: 3 Cuzzupè: 2 Borriello, Bencardino: 1 | Marcatori | 3: Verducci 2: Zimmerman, Manzoni 1: Barboni, Budassi |

| Arbitri: | Tommaso Cirillo Raffaele Colombo |

|                                                      |           |                                                        |
| Zimmerman, Verducci: 2 Rendo, Udoh, Budassi, Mina: 1 | Marcatori | 2: Tortora 1: Monaco, Anastasio, De Magistris, Foresta |

| Arbitri: | Luigi Barletta Andrea Zedda |

|                                            |           |                                                                  |
| Budassi: 3 Verducci: 2 Zimmerman, Lenzi: 1 | Marcatori | 6: Garibotti 3: Aiello 2: Zablith, Radicchi 1: Morvillo, D'Agata |

| Arbitri: | Antonio Guarracino Giuseppe Ibba |

|                                                    |           |                                                        |
| Avegno, Cotti: 3 Tankeeva: 2 Zanetta, Criscuolo: 1 | Marcatori | 3: Verducci 2: Zimmerman 1: Manzoni, Budassi, Pasquali |

| Arbitri: | Fabio Brasiliano Massimiliano Sponza |

|                                                                       |           |                                                                 |
| Zimmerman: 4 Barboni, Budassi: 2 Verducci, Manzoni, Mina, Pasquali: 1 | Marcatori | 3: Grillo 1: Santapaola, Di Mario, Palmieri, Marletta, Lombardo |

| Arbitri: | Luca Bianco Tommaso Boccia |

|                                                          |           |                        |
| Barzon: 4 Savioli, Queirolo, Millo: 2 Dario, Robinson: 1 | Marcatori | 2: Verducci 1: Barboni |

| Arbitri: | Gianluca Centineo Stefano Scappini |

|                                           |           |                                   |
| Zimmerman: 3 Budassi: 2 Mina, Pasquali: 1 | Marcatori | 3: Pomeri 1: Citino, Motta, Koide |

| Arbitri: | Paolo Bensaia Ronnie Camoglio |

|                                                                      |           |                                                    |
| Dufour: 6 Cocchiere: 3 Rogondino: 2 Viacava, Trucco, Maggi, Boero: 1 | Marcatori | 3: Budassi 2: Zimmerman 1: Verducci, Barboni, Udoh |

| Arbitri: | Luigi Barletta Antonio Guarracino |

|                         |           |                                                                     |
| Zimmerman: 4 Manzoni: 1 | Marcatori | 5: Albiani 3: Lapi 2: Bartolini 1: Giachi, Repetto, Galardi, Tabani |

### Coppa Italia

#### Prima Fase
Tre gruppi da tre e quattro squadre ciascuno: Il Bologna è incluso nel Gruppo B, disputato a Padova.
| Arbitri: | Luca Bianco Massimiliano Ruscica |

|                                                |           |                                                 |
| M. Savioli: 4 I. Savioli: 2 Gottardo, Fisco: 1 | Marcatori | 2: Zimmerman 1: Barboni, Manzoni, Budassi, Mina |

| Arbitri: | Andrea Piccoli Michele Minelli |

|                                       |           |                                                  |
| Zimmerman, Verducci, D'Amico, Mina: 1 | Marcatori | 3: Galardi 2: Albiani 1: Giachi, Bosco, Francini |

#### Seconda Fase
Tre gruppi da tre e quattro squadre ciascuno: si qualificano alla Final Six le prime due di ciascun gruppo. Il Bologna è incluso nel Gruppo B, disputato a Bologna
| Arbitri: | Stefano Pinato Massimiliano Ruscica |

|                                        |           |                                     |
| Budassi: 2 Verducci, Rendo, Manzoni: 1 | Marcatori | 2: Lapi, Galardi 1: Giachi, Canetti |

| Arbitri: | Daniele Bianco Massimiliano Ruscica |

|                                                |           |                               |
| Robinson: 4 Barzon, Dario: 2 Savioli, Millo: 1 | Marcatori | 2: Verducci, Barboni, Budassi |

## Statistiche

### Statistiche di squadra
- Statistiche aggiornate al 14 maggio 2016.

| Competizione | Punti | In casa | In casa | In casa | In casa | In casa | In casa | In trasferta | In trasferta | In trasferta | In trasferta | In trasferta | In trasferta | Neutro | Neutro | Neutro | Neutro | Neutro | Neutro | Totale | Totale | Totale | Totale | Totale | Totale | DR  |
| Competizione | Punti | G       | V       | N       | P       | Gf      | Gs      | G            | V            | N            | P            | Gf           | Gs           | G      | V      | N      | P      | Gf     | Gs     | G      | V      | N      | P      | Gf     | Gs     | DR  |
| ------------ | ----- | ------- | ------- | ------- | ------- | ------- | ------- | ------------ | ------------ | ------------ | ------------ | ------------ | ------------ | ------ | ------ | ------ | ------ | ------ | ------ | ------ | ------ | ------ | ------ | ------ | ------ | --- |
| Serie A1     | 15    | 9       | 5       | 0       | 4       | 61      | 86      | 9            | 1            | 0            | 8            | 62           | 101          | 0      | 0      | 0      | 0      | 0      | 0      | 18     | 5      | 0      | 13     | 123    | 187    | -64 |
| Coppa Italia | -     | 2       | 0       | 0       | 2       | 11      | 16      | 2            | 0            | 0            | 2            | 10           | 17           | 0      | 0      | 0      | 0      | 0      | 0      | 4      | 0      | 0      | 4      | 21     | 33     | -12 |
| Totale       | -     | 11      | 5       | 0       | 6       | 72      | 102     | 11           | 1            | 0            | 10           | 72           | 118          | 0      | 0      | 0      | 0      | 0      | 0      | 22     | 5      | 0      | 17     | 144    | 220    | -76 |

### Classifica marcatori
| Tot. | Giocatrice               | A1 | CI |
| ---- | ------------------------ | -- | -- |
| 36   | Jessica Louise Zimmerman | 33 | 3  |
| 29   | Martina Verducci         | 25 | 4  |
| 27   | Martina Budassi          | 22 | 5  |
| 12   | Ginevra Manzoni          | 10 | 2  |
| 11   | Monica Barboni           | 8  | 3  |
| 10   | Arianna Mina             | 8  | 2  |
| 8    | Alice Udoh               | 8  | 0  |
| 3    | Giusi Rendo              | 2  | 1  |
| 3    | Margherita Pasquali      | 3  | 0  |
| 2    | Margherita D'Amico       | 1  | 1  |
| 2    | Valeria Lenzi            | 2  | 0  |